# Jessica Watkins
Jessica Andrea Watkins (Gaithersburg, 14 de mayo de 1988) es una astronauta de la NASA, geóloga, acuanauta y ex jugadora internacional de rugby estadounidense.

## Primeros años y educación
Jessica Watkins nació el 14 de mayo de 1988 en Gaithersburg, Maryland, hija de Michael y Carolyn Watkins. Su familia se mudó a Lafayette, Colorado, donde se graduó de Fairview High School. Obtuvo una licenciatura en ciencias geológicas y ambientales en la Universidad de Stanford, donde también fue miembro del equipo de rugby. Después de Stanford, Watkins obtuvo un doctorado en geología en la Universidad de California, Los Ángeles. Su investigación de posgrado, bajo la supervisión del profesor An Yin, se centró en los mecanismos de ubicación de los deslizamientos de tierra en Marte y la Tierra, incluido el efecto de la actividad del agua. Antes de su selección como candidata a astronauta, Watkins fue becaria postdoctoral en el Instituto de Tecnología de California, donde también fue entrenadora asistente del equipo de baloncesto femenino.

## Carrera de rugby
Watkins comenzó a jugar al rugby durante su primer año en Stanford y permaneció en el equipo durante cuatro años. Durante su segundo año, fue miembro del equipo campeón nacional de la División I. Watkins es ex jugadora de rugby de la selección nacional femenina estadounidense para los sietes, y jugó para las Águilas de EE. UU. cuando obtuvieron su tercer lugar en la Copa del Mundo de Rugby Sevens de 2009 . Durante la Copa del Mundo fue la máxima anotadora de ensayos de la selección estadounidense.

## Carrera en la NASA

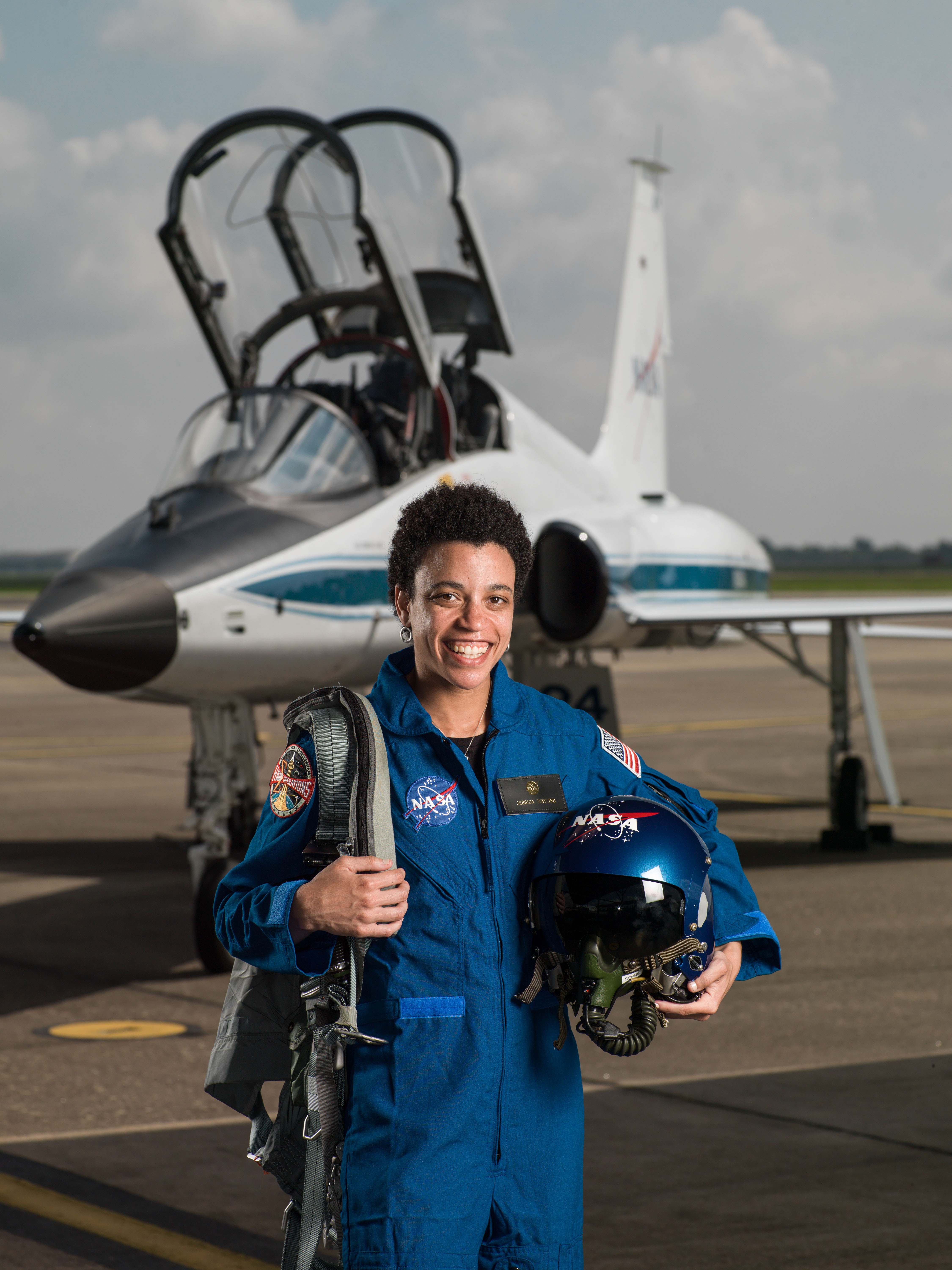
Watkins como candidata de la NASA en junio de 2017

Como estudiante universitaria, Watkins trabajó en el Centro de Investigación Ames para respaldar el módulo de aterrizaje Mars Phoenix y las pruebas de perforación prototipo de Marte. También fue geóloga en jefe de la NASA Spaceward Bound Crew 86 en la Estación de Investigación del Desierto de Marte. Como estudiante de posgrado, trabajó en el Laboratorio de Propulsión a Chorro en el proyecto NEOWISE para estudiar asteroides cercanos a la Tierra, y es colaboradora del rover Curiosity de Marte. Se ha desempeñado como planificadora para el rover Mars 2020 y una misión de retorno de muestras de Marte, y fue miembro del equipo científico para una misión analógica de Estudios de Tecnología e Investigación del Desierto. Como becaria postdoctoral en Caltech, y como colaboradora en el Equipo Científico del Laboratorio Científico de Marte, participó en la planificación diaria de las actividades del rover de Marte y utiliza sus datos de imagen combinados con datos orbitales para investigar la estratigrafía, geología y geomorfología de Marte.
En junio de 2017, Watkins fue seleccionada como miembro del Grupo 22 de Astronautas de la NASA y comenzó su entrenamiento de dos años en agosto. En diciembre de 2020, fue seleccionada para ser parte del Equipo Artemis para regresar humanos a la luna. En noviembre de 2021, se convirtió en la cuarta astronauta del Grupo 22 en ser asignada a una misión a la Estación Espacial Internacional (ISS) después de ser elegida como miembro final de SpaceX Crew-4, cuyo lanzamiento estaba programado para el 15 de abril de 2022.

### NEEMO 23
Watkins participó en la misión NEEMO-23 de la NASA del 10 al 22 de junio de 2019 en el laboratorio submarino Aquarius, la única estación de investigación submarina del mundo, como preparatoria para una futura exploración espacial. Esta misión probó tecnologías y objetivos para misiones en el espacio profundo y exploraciones lunares en el lecho marino.

### Expedición 67/68 de la ISS
Fue seleccionada en 2021 como miembro de la misión SpaceX Crew-4 que formó parte de la Expedición 67 de la ISS el 15 de abril de 2022. Finalmente el lanzamiento se realizó el 27 de abril de 2022 a las 07:52 debido a los retrasos en el regreso que sufrió la misión Ax-1 por motivos climatológicos. UTC También formó parte de la Expedición 68 que comenzó en septiembre de ese mismo año y finalizó en marzo de 2023.

## Vida personal
Los padres de Watkins viven en Lafayette, Colorado. Sus pasatiempos incluyen el fútbol, la escalada, el esquí y la escritura creativa.

## Premios y honores
Durante su carrera académica, Watkins recibió numerosos premios, incluida una beca posdoctoral de la Cátedra de Ciencias Geológicas y Planetarias de Caltech, una Alianza de California para la Educación de Graduados y la Beca Postdoctoral Professoriate, el Departamento de Ciencias de la Tierra y el Espacio de la UCLA Harold and Mayla Sullwold Scholarship for Academic Excelencia e investigación original sobresaliente, una beca de investigación para graduados de la National Science Foundation en geociencias, el premio de subvención de investigación de minorías de la diversidad en geociencias de la Sociedad Geológica de América, el premio del canciller de UCLA y una beca del consorcio de subvenciones espaciales de California. Mientras trabajaba para la NASA, formó parte del Equipo de Operaciones y Ciencia de la Misión Principal del Laboratorio de Ciencias de Marte que recibió un Premio al Logro del Grupo de la NASA, y se le ofreció una Beca de Ciencias de la Tierra y el Espacio de la NASA en Ciencias Planetarias. Fue jugadora de rugby All-American de 2008 a 2010.